# Fuchshaie
Die Fuchshaie (Alopias), auch Drescherhaie genannt (englisch Thresher sharks, alte Schreibweise Thrasher sharks), leben mit drei Arten weltweit freischwimmend (pelagisch) in allen Ozeanen bis zu 500 Metern Tiefe.

## Anatomie

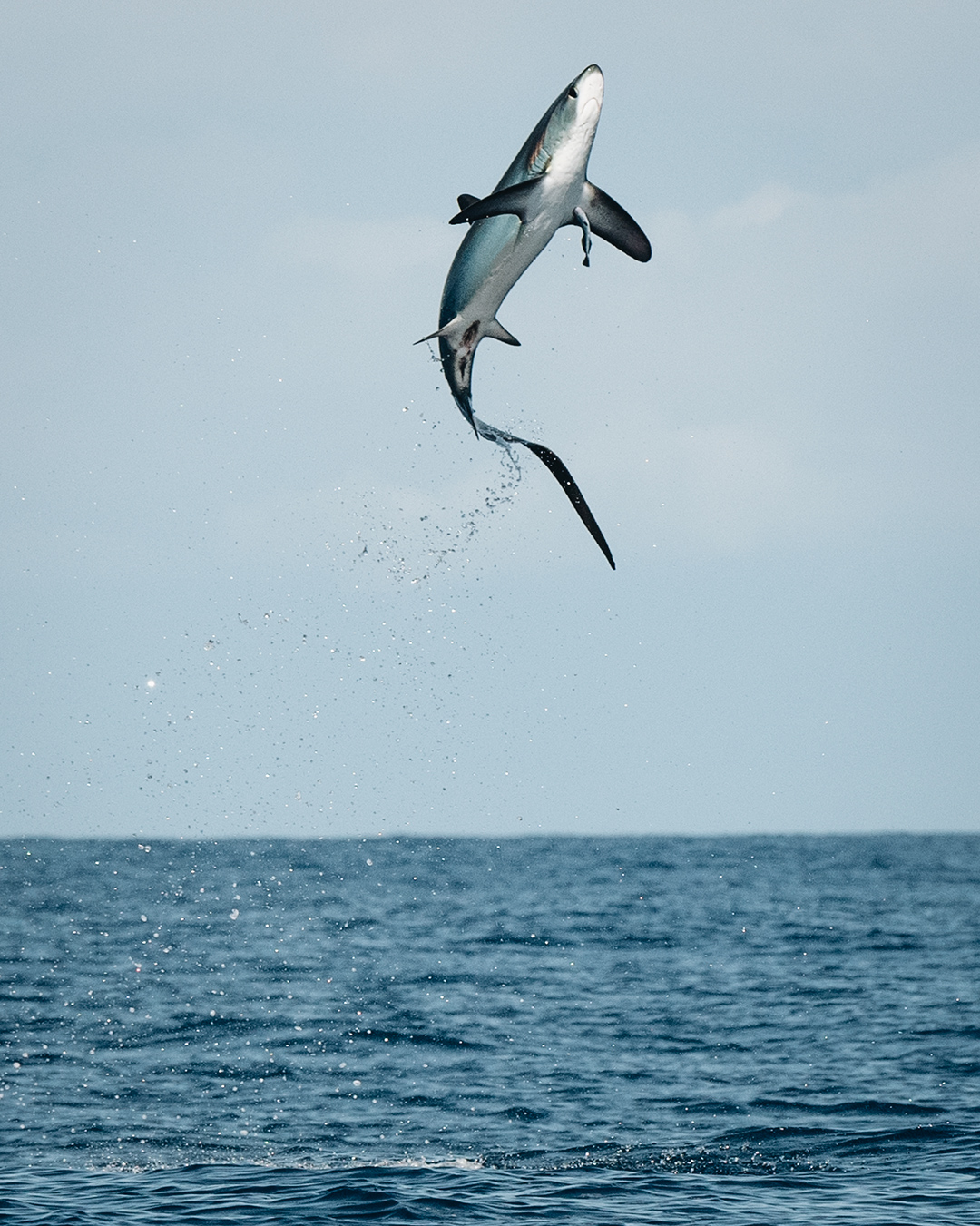
Hoch aus dem Wasser springender Drescherhai

Charakteristisch für diese 3,5 bis 7,5 m lang werdenden Haie ist der lange obere Lappen der Schwanzflosse, der fast so lang wie der übrige Körper ausgezogen sein kann. Dieses lange Schwanzflossenstück dient zum Betäuben von Beutefischen durch „Dreschen“, wie auf Filmaufnahmen zu sehen ist. Daher auch der Name Drescherhaie. Mit Hilfe ihres langen Schwanzlobus können Drescherhaie auch weit aus dem Wasser springen (s. Bild).
Außer ihrem auffallend langen oberen Schwanzflossenlappen besitzen Drescherhaie auch lange Brustflossen. Drescherhaie haben kleine einspitzige Zähne. Ihr Maul und die Kiemenöffnungen sind klein, die Augen groß. Der Ansatz der Brustflossen liegt unter der dritten bis fünften Kiemenspalte.

## Lebensweise
Drescherhaie ernähren sich häufig von Schwarmfischen wie Heringen und Makrelen. Sie kreisen ihre Beute ein und betäuben sie durch Schläge mit ihrer langen Schwanzflosse, bevor sie jene mit dem Maul verzehren. Für den Menschen sind Fuchshaie ungefährlich.
Drescherhaie sind lebendgebärend (Ovoviviparie). Sie bekommen pro Wurf ein bis vier Jungfische.

## Arten
- Pazifischer Fuchshai (Alopias pelagicus  Nakamura, 1935)
- Großaugen-Fuchshai (Alopias superciliosus  Lowe, 1841)
- Gemeiner Fuchshai (Alopias vulpinus  (Bonnaterre, 1788))